# 村田晴信
村田 晴信（むらた はるのぶ、1988年10月7日 - ）は、イタリア、ミラノに拠点を置く日本のファッションデザイナー。
ブランド、HARUNOBUMURATAのデザイナー。

## 略歴
1988年、東京都生まれ、都立富士高校。
2009年、エスモードジャポン東京校スティリズム専攻科卒業務した。在学中はVogueに掲載されるなど注目を集め、最終学年時に神戸ファッションコンテスト特選受賞し、イタリアミラノへ奨学生としての留学資格を獲得した。同時にルイ・ヴィトンのWebムービーの衣装デザインを担当するなどの活動を始め、同校卒業後はPRエージェント、ステディスタディでアシスタントを務める。　
2010年、イタリアに渡り、ミラノ、マランゴーニ学院のファッションデザイン部門マスターコースに入学。同校在学中にフランスのディナール国際モードフェスティバルでミニコレクションを発表しパリ市長賞を受賞。パリ、パレロワイヤル（Palais Royal）のギャラリー、ジョイス(Gallery Joyce)にてインスタレーションを行い欧州を中心に注目を集める。
2012年、ミラノコレクションを運営するイタリアファッション協会(Camera Nazionale della Moda Italiana)が主催するコンペティション、ネクストジェネレーション(Next Generation)にてアジア人として初めて受賞した。その後、2012年秋冬ミラノファションウィークにて23歳でデビュー。自身のブランド「ハルノブ ムラタ(HARUNOBUMURATA)」にてコレクションを発表。
Next Generationの審査員を務めたSaverio Moschilloの誘いで、同氏がオーナーを務めるJohnRichmond社にデザイナーとして入社。イギリス出身のデザイナー、ジョン・リッチモンドと共にメンズ、レディースのコレクションラインのデザインを手がける。
2015年、John Richmondを退職。Onward Luxury Group, ミラノのJil Sander社にウィメンズウェアデザイナーとして入社した。
2018年、Jil Sander社退職。8年のイタリア生活を終え帰国し、東京をベースに自身のブランドHARUNOBUMURATAの運営を行うAtrum Designを立ち上げる。
2020年、神戸「六甲山サイレントリゾート」内のカフェテリアの制服をデザイン。コスメブランド「アディクション(ADDICTION)」のユニフォームをデザイン。

## 受賞
*2009年、神戸ファッションコンテスト特選受賞
*2012年、イタリアファッション協会CAMERA NAZIONALE DELLA MODAが主宰するコンペティションNEXT GENERATIONにてアジア人として初受賞。